# Rooigembeek
Rooigembeek je mali potok u istočnoj Flandriji u Belgiji. To je desna pritoka Wallebeeka, koja je lijeva pritoka Scheldta. U gornjem toku se zove Leedsebeek. U britanskim tekstovima o bitci kod Oudenaardea 1708., potok se zove rijeka Norken, vjerojatno po flamanskom selu Nokere (općina Kruishoutem), udaljenom oko 9 km.
Izvor mu je u Wortegemu (općina Wortegem-Petegem), zapadno od Oudenaardea. Teče u smjeru sjeverozapada, a ulijeva se u Wallebeek u Asperu (općina Gavere), sjeverno od Oudenaardea. Potok Rooigembeek je dug oko 12 km.